# Gente di mare
"Gente di mare" ("Gente do mar") foi a canção que representou a RAI (televisão pública italiana no Festival Eurovisão da Canção 1987 que teve lugar em Bruxelas, na Bélgica. A canção foi interpretada em italiano pelo duo formado por Umberto Tozzi e  Raf.
A canção foi a sétima a ser interpretada na noite do evento, depois da canção sueca"Boogaloo", interpretada por Lotta Engberg e antes da canção portuguesa "Neste barco à vela", interpretada pela banda Nevada. No final, a canção italiana tida como uma das favoritas para vencer, terminou em terceiro lugar, recebendo 103 pontos.

## Autores da canção
A canção tinha letra de Giancarlo Bigazzi, música de Umberto Tozzi e Raf e foi orquestrada por Gianfranco Lombardi.

## Letra
A canção musicalmente é uma balada com influências blues. Na canção, os cantores descrevem as qualidades das pessoas que vivem junto ao mar. Eles descrevem-se com "pessoas da planície" que são "prisioneiras desta cidade", contrastando com as pessoas do mar que vivem com liberdade.
Apesar de não ter vencido a competição, esta canção teve muita popularidade, atigindo o top 10 em muitos países da Europa continental e Escandinávia no verão de 1987 (#7 Suíça, #8 Áustria, #6 Suécia)  e foi incluída numa compilação a Winners and Classics produzida para coincidir com o espetáculo Congratulations: 50 Anos do Festival Eurovisão da Canção que teve lugar em 2005.

## Versão em português
Em 1988, o cantor Fábio Júnior gravou uma versão em português de Gente di mare. A letra é de autoria de Cláudio Rabello e a música fez parte do álbum Vida, lançado no mesmo ano.